# John Legend
John Legend, vlastním jménem John Roger Stephens (* 28. prosince 1978 Springfield, Ohio, USA),  je americký zpěvák, textař a herec, který obdržel devět cen Grammy. Jeho debutové album Get Lifted, které vyšlo v roce 2004, se stalo platinovým. Svých prvních pět alb vydal pod společností GOOD Music, kterou založil rapper a hudební producent Kanye West, se kterým často spolupracoval. Od roku 2019 je jedním z koučů americké pěvecké soutěže The Voice (USA).

## Život

### Dětství a mládí
Narodil se roku 1978 ve městě Springfield, stát Ohio do rodiny nižší společenské vrstvy. Během dětství byl svou matkou vyučován doma. Od čtyř let navštěvoval hodiny klavíru a od sedmi let zpíval v kostelním pěveckém sboru. V roce 1988 se jeho rodiče rozvedli, z čehož se jeho matka zhroutila. V dvanácti nastoupil na springfieldskou North High School, kterou o čtyři roky později úspěšně zakončil. Poté nastoupil na University of Pennsylvania, kde studoval angličtinu a afroamerickou literaturu. Během univerzitních studií byl členem spolku Sphinx Senior Society. Vystudoval v roce 1999. Později pracoval v managementu firmy Boston Consulting Group.

### Hudební kariéra

#### Počátky (1996–2003)
Na univerzitě vedl jazz-popovou a cappella skupinu nazvanou Counterparts. Se skupinou získali věhlas a dobré kritiky po přezpívání písně „One of Us“ od Joan Osborne, kterou vydali na svém univerzitním albě Housekeeping. Ve stejné době byl představen zpěvačce Lauryn Hill, která ho nechala hrát na piano ve své skladbě „Everything is Everything“ z alba The Miseducation of Lauryn Hill (1998).
Po vystudování univerzity pokračoval ve své hudbě. Vystupoval ve Philadelphii, New Yorku a Bostonu. Během své rané kariéry nahrál dvě nezávislá alba. První bylo pouhé demo, avšak druhé Live at Jimmy's Uptown (2001) začal prodávat na svých vystoupeních a posílat do nahrávacích společností. Roku 2001 byl představen Kanye Westovi, který ho poté často najímal na zpívání refrénů či jen jako vokál. Roku 2003 spolupracoval jako „uncredited“ zpěvák na písních „You Don't Know My Name“ od Alicia Keys, „Encore“ a „Lucifer“ od rappera Jay-Z či „This Way“ od skupiny Dilated People.

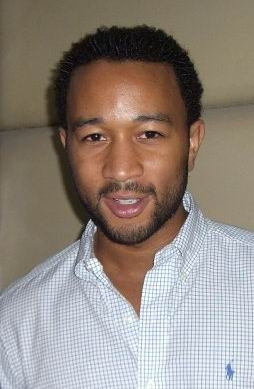
John Legend roku 2007

#### Get Lifted (2004–2005)
V roce 2004 získal nahrávací smlouvu u právě vzniklého labelu Kanyeho Westa GOOD Music, kde začal používat umělecké jméno John Legend. V únoru 2004 spolupracoval zatím stále jako „uncredited“ zpěvák na písni „Never Let Me Down“ z Westova debutu The College Dropout.
V prosinci poté vydal své debutové album Get Lifted, na kterém pracoval od roku 2001. Album se umístilo na čtvrté příčce žebříčku Billboard 200 s 116 000 prodanými kusy v první týden prodeje v USA. Celkem se v USA prodalo dva miliony kusů alba, avšak získalo „jen“ certifikaci platinová deska. Celosvětově se alba prodalo přes tři miliony kusů. V hitparádách zabodovaly singly „Used to Love U“ a především „Ordinary People“. Na albu hostovali rappeři Kanye West a Snoop Dogg. Za toto album získal dvě ceny Grammy.
Od roku 2005 byl již přizváván k plným autorským spolupracím. Hostoval například v písních „Faithful“ a „They Say“ od rappera Common, „Like That“ od skupiny The Black Eyed Peas, a také si zazpíval duet s legendárním zpěvákem Rayem Charlesem na písni „Touch“.

#### Once Again (2006–2007)
V říjnu 2006 bylo vydáno jeho druhé studiové album nazvané Once Again. Umístilo se na třetí příčce žebříčku Billboard 200. Alba se v USA prodalo okolo 1,2 milionu kusů, celosvětově poté 2,5 milionu. Jediným úspěšnějším singlem byla píseň „Save Room“, která se umístila na 61. příčce žebříčku Billboard Hot 100. Na albu hostovala zpěvačka Mary J. Blige.
Také hostoval na písních „Do U Wanna Ride“ rappera Jay-Z, „King & Queen“ zpěvačky Mary J. Blige a dalších.

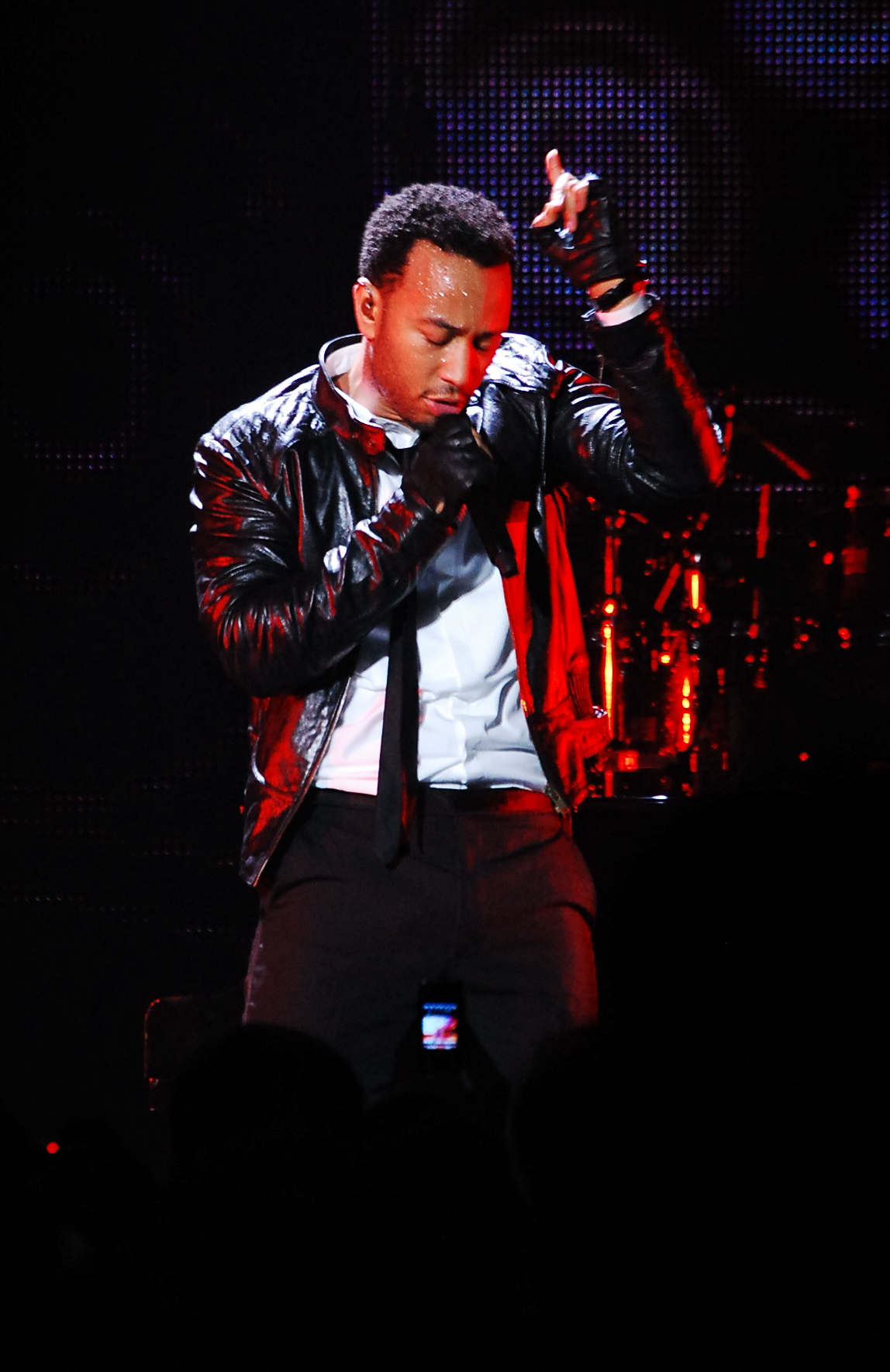
John Legend vystupuje v Upper Darby roku 2008

#### Evolver (2008–2009)
Jeho třetí studiové album Evolver bylo vydáno v říjnu 2008. Debutovalo na čtvrté příčce žebříčku Billboard 200 se 132 000 prodanými kusy v první týden prodeje v USA. Celkem se v USA prodalo okolo 630 000 kusů, čím album získalo certifikaci zlatá deska. Úspěšným singlem alba se stala píseň „Green Light“ (ft. Andre 3000). Na albu hostovali rappeři Andre 3000, Kanye West a zpěvačky Brandy a Estelle.
V těchto letech hostoval na písních „Slide Show“ rappera T.I., „Magnificent“ rappera Rick Ross nebo „Decisions“ rappera Busta Rhymes

#### Wake Up! (2010–2012)
Roku 2010 vydal se skupinou muzikantů The Roots album Wake Up!. To debutovalo na osmé příčce s 63 000 prodanými kusy v první týden prodeje v USA. Celkem se v USA alba prodalo okolo 200 000 kusů. Album bylo oceněno třemi cenami Grammy.
Roku 2010 hostoval na písních „Blame Game“ a „All of the Lights“ Kanye Westa z jeho alba My Beautiful Dark Twisted Fantasy.
V roce 2011 vystupuje na world tour se skupinou Sade. Také nahrává své čtvrté studiové album.

#### Love in the Future (2013–2015)
V srpnu 2013 vydal své čtvrté studiové album s názvem Love in the Future. Z alba pochází singl „All of Me“, který se umístil na 1. příčce v Billboard Hot 100 a stal se 4x platinovým. V první týden prodeje se v USA prodalo 68 000 kusů alba, které tím debutovalo na 4. příčce v Billboard 200. O druhý týden se prodalo dalších 30 000 kusů. Celkem se v USA prodalo 636 000 kusů alba, a tím získalo certifikaci zlatá deska.
V roce 2015 obdržel ocenění Zlatý glóbus a Oscar za píseň „Glory“ (ft. Common), kterou nahrál pro soundtrack k filmu Selma.

#### Darkness and Light (2016–současnost)
V říjnu 2016 vydal singl „Love Me Now“, který se umístil na 23. příčce žebříčku Billboard Hot 100 a získal US certifikaci zlatý singl. V listopadu se pokusil navázat na úspěch předchozího singlu, novou písní s názvem „Penthouse Floor“ (ft. Chance the Rapper). Ta ovšem v hitparádách nezabodovala. V prosinci bylo vydáno jeho páté studiové album s názvem Darkness and Light. Album debutovalo 14. příčce žebříčku Billboard 200 s 38 000 prodanými kusy (po započítání streamů). Vydáním alba dovršil svou smlouvu u hudebního labelu GOOD Music. V roce 2017 byl z alba vydán třetí a poslední singl „Surefire“, který ovšem také propadl. Od roku 2019 zastává jednoho ze 4 koučů v americké TV show The Voice, kde hned v jeho první řadě vyhrál s 26letou pop-folkovou zpěvačkou Maelyn Jarmon.

## Ostatní

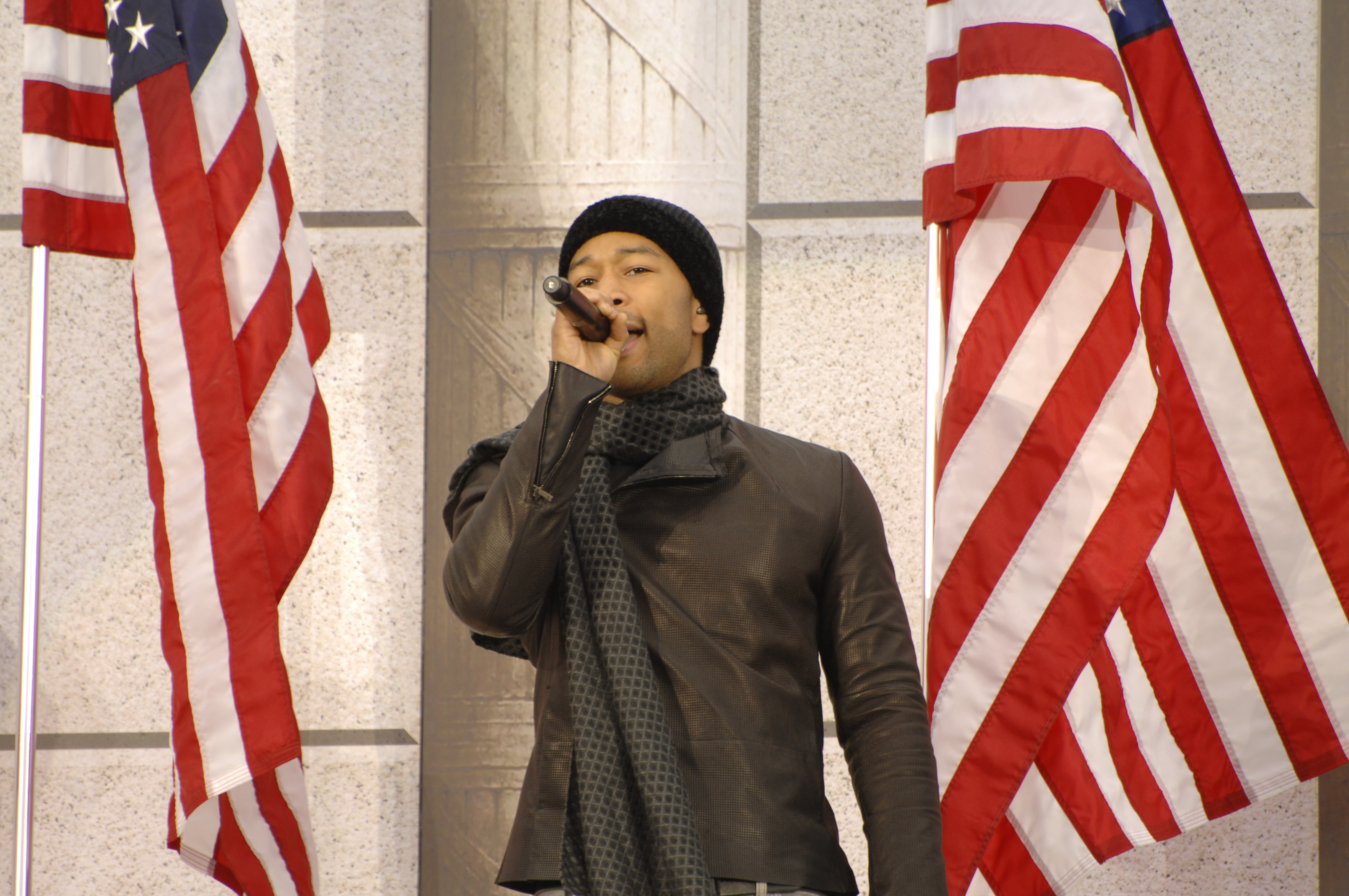
John Legend roku 2009 na oslavě inaugurace Baracka Obamy

### Zajímavosti
- Roku 2006 vystoupil v přestávce při utkání Major League Baseball All Star Game, kdy zazpíval píseň „God Bless America“.
- Také si zazpíval i při udílení cen Grammy.
- Objevil se v reklamě pro Lexus.
- V roce 2008 zazpíval na Národním sjezdu Demokratické strany podporoval i v televizních propagačních videích.
- Roku 2009 vystupoval na oslavě inaugurace prezidenta Baracka Obamy (We Are One: The Obama Inaugural Celebration at the Lincoln Memorial).
- Téhož roku zazpíval v přestávce při basketballovém zápase NBA All-Star Game. Také zazpíval na 81. ročníku udílení cen Akademie.[10]
- Roku 2010 zpíval americkou hymnu při zahájení baseballové Světové série.
- V roce 2018 se stal jedním z 6 nových hlasů asistenta Google Assistant.

### Charita
- Roku 2007 vystupoval na londýnském koncertě Live Earth.
- Ve stejném roce uspořádal vánoční benefiční koncert na své střední škole. Z koncertu Coming Home Christmas Benefit Concert šel celý zisk na dotování stipendií.[11] Také pořádal akce pro postižené hurikánem Katrina.
- V roce 2008 započal kampaň The Show Me Campaign, při které se snaží přesvědčovat lidi, aby posílali peníze na podporu obětí extrémní chudoby v Tanzanii a Ghaně.[12]
- Část výtěžku z jeho koncertu v Madison Square Garden z roku 2009 šla fondu The Global Fund to Fight AIDS, Tuberculosis and Malaria.
- Také byl tváří kampaní organizací Gentlemen's Fund, Management Leadership for Tomorrow (MLT) a Teach For America (TFA).
- Roku 2010 vystoupil na benefičním koncertě Hope for Haiti Now, zisk šel na podporu obětí zemětřesení na Haiti.

## Diskografie
Studiová alba
- Get Lifted (2004)
- Once Again (2006)
- Evolver (2008)
- Wake Up! (s the Roots) (2010)
- Love in the Future (2013)
- Darkness and Light (2016)
- A Legendary Christmas (2018)
- Bigger Love (2020)
- Legend (2022)
- My Favorite Dream (2024)

## Filmografie

### Seriály a TV pořady
- 2006 – Sesame Street (1 epizoda)
- 2007 – Curb Your Enthusiasm (1 epizoda)
- 2007 – Las Vegas (1 epizoda)
- 2008 – A Colbert Christmas: The Greatest Gift of All (Vánoční speciál)
- 2009 – The People Speak (dokument)
- 2010 – Dancing with the Stars (1 epizoda)
- 2011 – Royal Pains (1 epizoda)
- 2019 – současnost – kouč The Voice (USA)

### Filmy
- 2008 – Sesame Street: Elmo Loves You!
- 2008 – Soul Men
- 2016 – La La Land

## Ocenění
2005
- BET Awards
  - Nejlepší nový umělec

2006
- Grammy Awards
  - Nejlepší nový umělec
  - Nejlepší R&B album (Get Lifted)
  - Nejlepší R&B píseň (Ordinary People)
- Soul Train Awards
  - Nejlepší R&B/Soul album (Get Lifted)
  - Nejlepší R&B/Soul píseň (Ordinary People)

2007
- Grammy Awards
  - Nejlepší R&B píseň (Heaven)
  - Nejlepší R&B duet (Family Affair)
- Soul Train Awards
  - Nejlepší R&B/Soul píseň (Save Room)

2009
- Grammy Awards
  - Nejlepší píseň dua (Stay with Me (By the Sea))

2011
- Grammy Awards
  - Nejlepší R&B píseň (Shine)
  - Nejlepší tradiční R&B počin (Hang On In There)
  - Nejlepší R&B album (Wake Up!)

2015
- Zlatý glóbus
  - Nejlepší píseň („Glory“ k filmu Selma)

- Ceny Akademie (Oscar)
  - Nejlepší píseň („Glory“ k filmu Selma)